# Volleyballclub Neuwied '77 2022-2023
Questa voce raccoglie le informazioni riguardanti il Volleyballclub Neuwied '77 nelle competizioni ufficiali della stagione 2022-2023.

## Stagione
Il Volleyballclub Neuwied '77 partecipa alla stagione 2022-23 senza alcuna denominazione sponsorizzata.
Si classifica all'undicesimo posto nella regular season di 1. Bundesliga, mentre in Coppa di Germania non va oltre gli ottavi di finale, eliminato dal MTV Stoccarda.

## Organigramma societario
Area direttiva
- Presidente: Raimund Lepki

Area tecnica
- Allenatore: Tigin Yaglioglu
- Allenatore in seconda: Ralf Monschauer
- Assistente allenatore: Nino Herrscher, Daniel Hänsch
- Scoutman: Michel Beautier

Area sanitaria
- Medico: Axel Ruetz, Jan Ruetz, Leonard Stratmann
- Fisioterapista: Dominik Groß, Esther Krause, Alina Schmidt, Laura Schwab, Corinne Törper, Jonathan Waters

## Rosa
| N° | Nome                 | Ruolo | Data di nascita   | Nazionalità sportiva |
| -- | -------------------- | ----- | ----------------- | -------------------- |
| 1  | Carla Fuchs          | P     | 18 agosto 2004    | Germania             |
| 2  | Yasmine Madsen       | O     | 27 maggio 1999    | Finlandia            |
| 3  | Linda Andersson      | C     | 12 gennaio 1998   | Svezia               |
| 4  | Pia Fuchs            | S     | 4 febbraio 1996   | Germania             |
| 6  | Sina Fuchs           | S     | 28 settembre 1992 | Germania             |
| 7  | Kristin vom Schemm   | S     | 16 gennaio 1998   | Germania             |
| 9  | Sina Stöckmann       | S     | 5 gennaio 2002    | Germania             |
| 10 | Elisabeth Kettenbach | P     | 28 gennaio 2001   | Germania             |
| 11 | Laura Broekstra      | O     | 3 gennaio 1997    | Germania             |
| 12 | Laura Berger         | C     | 12 novembre 2002  | Germania             |
| 14 | Klara Single         | L     | 12 gennaio 2000   | Germania             |
| 15 | Alice Turmovich      | S     | 11 dicembre 2006  | Germania             |
| 16 | Maya Sendner         | C     | 16 maggio 2004    | Germania             |
| 18 | Natalie Crews        | C     | 19 settembre 1998 | Canada               |

## Statistiche

### Statistiche di squadra
| Competizione      | Punti | In casa | In casa | In casa | In trasferta | In trasferta | In trasferta | Totale | Totale | Totale |
| Competizione      | Punti | G       | V       | P       | G            | V            | P            | G      | V      | P      |
| ----------------- | ----- | ------- | ------- | ------- | ------------ | ------------ | ------------ | ------ | ------ | ------ |
| 1. Bundesliga     | 3     | 11      | 10      | 1       | 10           | 0            | 10           | 21     | 1      | 20     |
| Coppa di Germania | -     | 0       | 0       | 0       | 1            | 0            | 1            | 1      | 0      | 1      |
| Totale            | -     | 11      | 10      | 1       | 11           | 0            | 11           | 22     | 1      | 21     |

G = partite giocate; V = partite vinte; P = partite perse

### Statistiche dei giocatori
| Giocatrice    | 1. Bundesliga | 1. Bundesliga | 1. Bundesliga | 1. Bundesliga | 1. Bundesliga | Coppa di Germania | Coppa di Germania | Coppa di Germania | Coppa di Germania | Coppa di Germania | Totale | Totale | Totale | Totale | Totale |
| Giocatrice    | P             | PT            | AV            | MV            | BV            | P                 | PT                | AV                | MV                | BV                | P      | PT     | AV     | MV     | BV     |
| ------------- | ------------- | ------------- | ------------- | ------------- | ------------- | ----------------- | ----------------- | ----------------- | ----------------- | ----------------- | ------ | ------ | ------ | ------ | ------ |
| L. Andersson  | 4             | 11            | 9             | 1             | 1             | -                 | -                 | -                 | -                 | -                 | 4      | 11     | 9      | 1      | 1      |
| L. Berger     | 21            | 76            | 55            | 13            | 7             | 1                 | 4                 | 3                 | 1                 | 0                 | 22     | 80     | 58     | 14     | 7      |
| L. Broekstra  | 15            | 92            | 53            | 33            | 6             | 1                 | 3                 | 2                 | 1                 | 0                 | 16     | 95     | 55     | 34     | 6      |
| N. Crews      | 1             | 0             | 0             | 0             | 0             | -                 | -                 | -                 | -                 | -                 | 1      | 0      | 0      | 0      | 0      |
| C. Fuchs      | 18            | 8             | 2             | 3             | 3             | -                 | -                 | -                 | -                 | -                 | 18     | 8      | 2      | 3      | 3      |
| P. Fuchs      | 19            | 20            | 15            | 0             | 5             | 1                 | 8                 | 7                 | 0                 | 1                 | 20     | 28     | 22     | 0      | 6      |
| S. Fuchs      | 20            | 133           | 109           | 4             | 20            | 1                 | 3                 | 3                 | 0                 | 0                 | 21     | 136    | 112    | 4      | 20     |
| E. Kettenbach | 21            | 27            | 12            | 5             | 10            | 1                 | 1                 | 0                 | 0                 | 1                 | 22     | 28     | 12     | 5      | 11     |
| Y. Madsen     | 21            | 208           | 183           | 12            | 13            | 1                 | 2                 | 2                 | 0                 | 0                 | 22     | 210    | 185    | 12     | 13     |
| M. Sendner    | 19            | 43            | 19            | 18            | 6             | -                 | -                 | -                 | -                 | -                 | 19     | 43     | 19     | 18     | 6      |
| K. Single     | 21            | 2             | 2             | 0             | 0             | 1                 | 0                 | 0                 | 0                 | 0                 | 22     | 2      | 2      | 0      | 0      |
| S. Stöckmann  | 20            | 63            | 54            | 5             | 4             | 1                 | 5                 | 5                 | 0                 | 0                 | 21     | 68     | 59     | 5      | 4      |
| A. Turmovich  | 4             | 1             | 0             | 0             | 1             | -                 | -                 | -                 | -                 | -                 | 4      | 1      | 0      | 0      | 1      |
| K. vom Schemm | 20            | 95            | 73            | 15            | 7             | -                 | -                 | -                 | -                 | -                 | 20     | 95     | 73     | 15     | 7      |

P = presenze; PT = punti totali; AV = attacchi vincenti; MV = muri vincenti; BV = battute vincenti